# Alvaro Mendoza Caamaño y Sotomayor
Alvaro kardinal Mendoza Caamaño y Sotomayor, španski rimskokatoliški duhovnik, škof in kardinal, * 28. november 1671, Madrid, † 23. januar 1761.

## Življenjepis
20. januarja 1734 je bil imenovan za naslovnega patriarha; 9. maja istega leta je prejel škofovsko posvečenje.
10. aprila 1747 je bil povzdignjen v kardinala.